# Modelul Hodgkin-Huxley
Modelul Hodgkin-Huxley este un model cantitativ al inițierii și propagării potențialului de acțiune în neuroni. Este un set de ecuații diferențiale ordinare neliniare, care aproximează caracteristicile electrice ale celulelor excitabile.